# A.J. Servaas van Rooijen

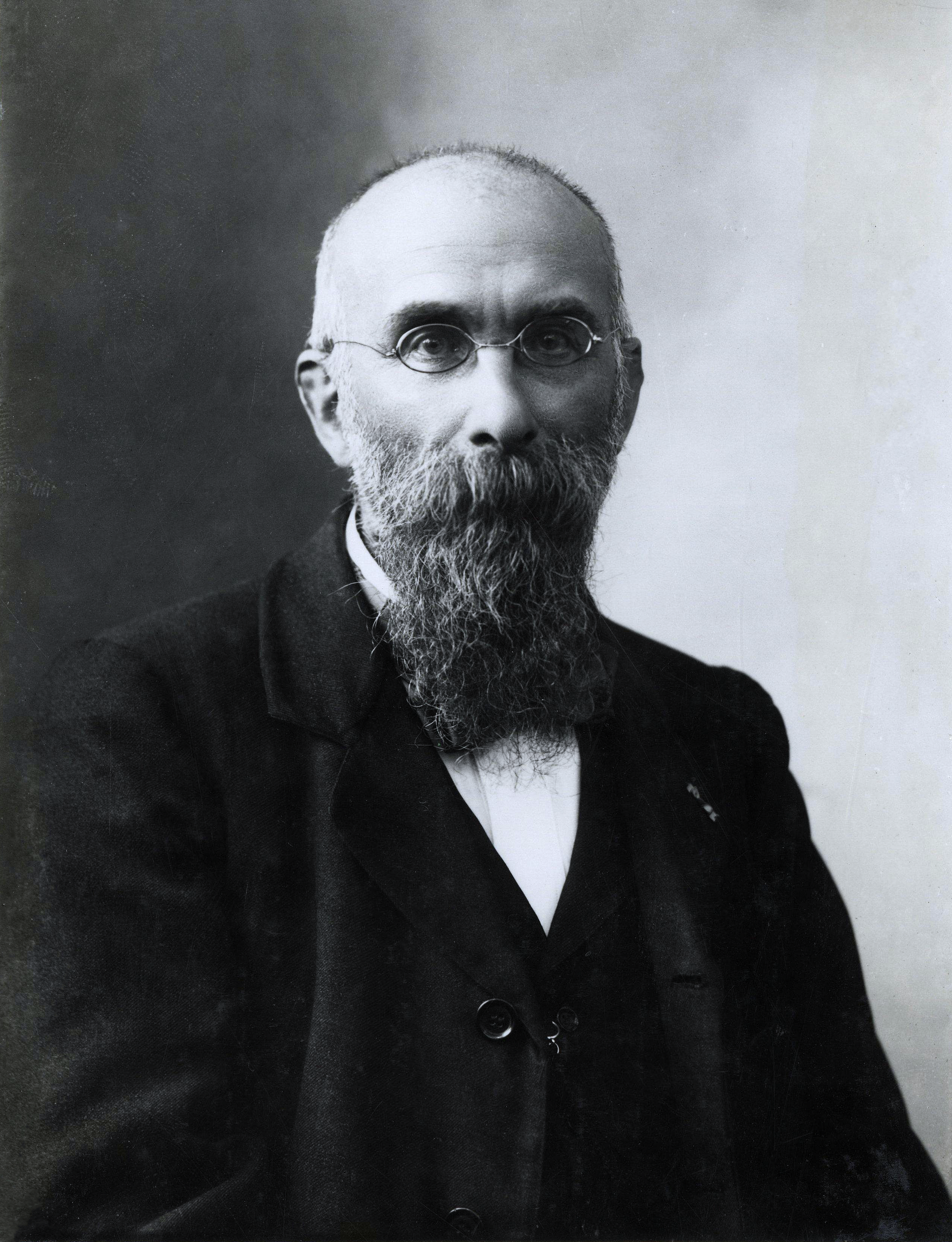
Foto door C. M. Dewald (1902)

Abraham Jacobus Servaas van Rooijen (Utrecht, 30 mei 1839 – Den Haag, 12 december 1925) was een Nederlands uitgever, archivaris en publicist.

## Familie
Bram van Rooijen werd geboren als zoon van onderwijzer Servaas van Rooijen en Neeltje Losgert. Hij noemde zich A.J. Servaas van Rooijen, soms ook Servaas van Rooyen, naar verluidt om niet met de Utrechtse ‘grutter F.P. van Rooijen (van de Roomsche Familie)’ te worden verward, en suggereerde daarmee dat Servaas van Rooijen zijn officiële familienaam was. Hij trouwde in 1865 in Schoonhoven met Diderica Wilhelmina Littel (1837-1917). Dit huwelijk zou kinderloos blijven.

## Opleiding
Zijn vroegste onderwijs genoot Van Rooijen van zijn vader. Vanaf 1848 bezocht hij de Franse school in Utrecht. Zijn eerste baan kreeg hij in 1854 bij de boekdrukkerij, boekhandel en boekbinderij Van Paddenburg & Co. in Utrecht. 
In 1858 vertrok hij naar Leeuwarden en trad in dienst bij Wopke Eekhoff, de eerste stadsarchivaris van Nederland. In Leeuwarden verwierf Van Rooijen nieuwe boekhandelkennis en de basis van zijn archiefkennis. Eekhoff had in de Friese provinciehoofdstad een boekwinkel en een kleine uitgeverij en was daarnaast in het gemeentearchief werkzaam. In 1860 keerde Van Rooijen terug naar Utrecht en trad in dienst bij de uitgeverij Post Uiterweer.

## Loopbaan

### Uitgever
In 1865 besloot Van Rooijen de sprong in het diepe te wagen en een eigen boekhandel en uitgeverij te stichten in de Voorstraat in Utrecht. Hij publiceerde regelmatig en studeerde in de avonduren voor de akte Middelbaar Onderwijs Taal en Letteren. Hij richtte in 1876 met anderen in Utrecht de literaire vereniging Letterlievende Vereeniging Nicolaas Beets op. In 1877 besloot Servaas van Rooijen zijn Utrechtse boekhandel te verkopen en kort daarna te verhuizen naar Den Haag.

### Gemeentearchivaris
In Den Haag deed Van Rooijen historisch onderzoek in de Haagse archiefdocumenten en viel op als een zeer kundig man bij de grote kunstkenner en archiefonderzoeker dr. Abraham Bredius. Waarschijnlijk heeft het gemeentebestuur van Den Haag op zijn voorspraak Van Rooijen met ingang van 1 januari 1884 aangesteld als eerste gemeentearchivaris van Den Haag.
Kort na het aantreden van de kersverse archivaris werd het archief na een verbouwing van het stadhuis aan de Groenmarkt verplaatst en kwam het terecht op de onverwarmde, onverlichte en zeer brandbare zolder van het gebouw. Er was voor Van Rooijen en eventuele onderzoekers slechts één kamer beschikbaar die naast werkkamer ook diende als studiezaal. Hier zou Van Rooijen jarenlang aan de inventarisatie van het archief en de beschrijving van de archiefbibliotheek werken. In 1891 verscheen bij de Haagse uitgeverij Mouton van de hand van de gemeentearchivaris een gedrukte bibliotheekcatalogus. 
De verhouding van de gemeentearchivaris met het Haagse gemeentebestuur werd in de loop der jaren moeizamer. Hij zou tot aan zijn pensioen geen vaste aanstelling krijgen. In 1904 werd zijn tijdelijke aanstelling als gemeentearchivaris, die inmiddels al twintig jaar had geduurd, niet verlengd. Per 1 januari 1905 kreeg hij eervol ontslag. Zijn opvolger werd dr. Hendrik Enno van Gelder (1875-1960). Het Haags Gemeentearchief beheert het archief dat Van Rooijen heeft nagelaten.

### Museumdirecteur
Het Haags Gemeentemuseum was sinds 1871 gehuisvest aan de Korte Beestenmarkt 9 in Den Haag. In 1883 kreeg het museum een ruimere huisvesting aan de Korte Vijverberg. In hetzelfde gebouw is sinds 1986 het Haags Historisch Museum gevestigd. Op 1 januari 1887 benoemde de gemeente Den Haag Van Rooijen tot museumdirecteur. Hij bleef aan tot 1911.

## Interesse voor geschiedenis
Van Rooijen publiceerde diverse artikelen op het gebied van geschiedenis en kunst en legde veel interesse aan de dag voor historisch onderzoek. Hij nam in 1889 het initiatief tot het uitgeven van een Haags historisch jaarboek. 
Op 30 september 1890 werd in een van de zalen van het Haags Gemeentemuseum aan de Korte Vijverberg de Geschiedkundige Vereniging Die Haghe opgericht. Medeoprichter Van Rooijen was van 1890 tot 1897 de eerste voorzitter van deze vereniging. Die Haghe zette de publicatie van het Haags historisch jaarboek voort.
Van Rooijen maakte zich ook sterk voor cultuurbehoud, zo bood hij in 1890 aan de Hervormde gemeente in Schoonhoven een opstel aan over ontdekkingsreiziger Olivier van Noort met het verzoek diens graf in de Bartholomeuskerk tegen slijtage met een hek af te schermen.

## Servaas van Rooyenhof
Veel straatnamen in Den Haag uit het einde van de 19e eeuw en het begin van de 20e eeuw werden bedacht door Van Rooijen. In zijn memoires noteerde hij dat hij hoopte op een ‘Archivaris van Rooijenstraat’.
In 2009 is ter gelegenheid van 125-jarig bestaan van de functie van Haags gemeentearchivaris een straat naar hem vernoemd: Servaas van Rooyenhof in de Haagse Rivierenbuurt. Op 27 juni 2011 is het straatnaambord officieel onthuld door drs. Maarten Schenk, gemeentearchivaris van Den Haag en drs. Diederick Cannegieter, voorzitter van de Historische Vereniging Die Haghe.

## Publicaties

### Artikelen (selectie)
- "Vrouwen als soldaat." In De Navorscher (1888)
- "Levensschets van Dr. Rixtinus Arnoldus Soetbrood Piccardt." In Jaarboek van de Maatschappij der Nederlandse Letterkunde (1890)
- "Witsen Geysbeek, en zijn onuitgegeven "Maria Stuart"", in Oud Holland, 9, (1891)
- "Over glasblazers hier te lande", in Oud Holland, 26, (1908)
- "Het St. Jozephsgilde in den Haag en zijne betrekking tot de Kunst", in Oud Holland, 27, (1909)
- "Levensbericht van Dr. G.J. Dozy." In Jaarboek van de Maatschappij der Nederlandse Letterkunde (1923)

### Overig (selectie)
- Verboden boeken, geschriften, couranten, enz. in de 18e eeuw ; eene bijdrage tot de geschiedenis der Haagsche censuur. Haarlem, W.C. de Graaff (1881-1882)
- Oranje-album. Feestbundel ter gelegenheid van het aanvaarden der regeering door H.M. Koningin Wilhelmina op 31 augustus 1898. Den Haag, Mouton & Co. (1898)
- Catalogus der geschied-en oudheidkundige voorwerpen van het Gemeentemuseum van 's-Gravenhage. Haags Gemeentemuseum (1902)
- Catalogus van het "Legaat Van der Burgh" (collectie delftsch aardewerk) (1905)
- De Zeister medailleur Barend Christiaan van Calker. Amsterdam (1917)